# Sevlievo (huyện)
Sevlievo là một huyện thuộc tỉnh Gabrovo, Bungaria. Dân số thời điểm năm 2001 là 43105 người.